# Празька академія образотворчих мистецтв
Празька академія образотворчих мистецтв (чеськ. Akademie výtvarných umění v Praze) — вищий навчальний заклад у Празі. Заснований 1799 року указом цесаря Франца II.
Академія проводить навчання за напрямками малювання, графіка, скульптура, архітектура, а також сучасні комп'ютерні медійні технології.

## Відомі випускники
- Іван Севера
- Іван Шафранко
- Зденек Буріан
- Франтішек Каван
- Людек Пешек
- Тракал Ладіслав Йосипович
- Ірена Седлецька

## Галерея

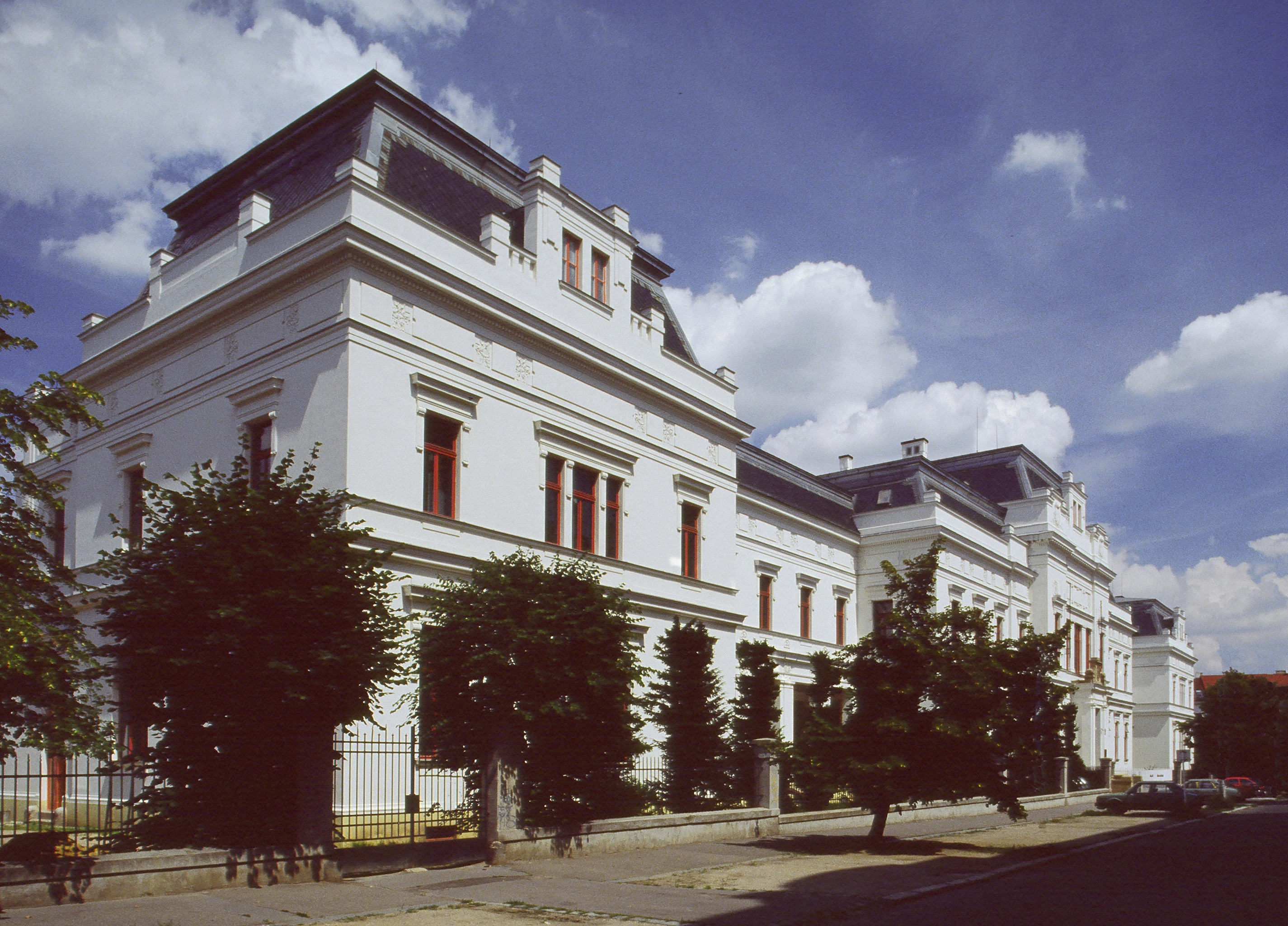
Головний корпус
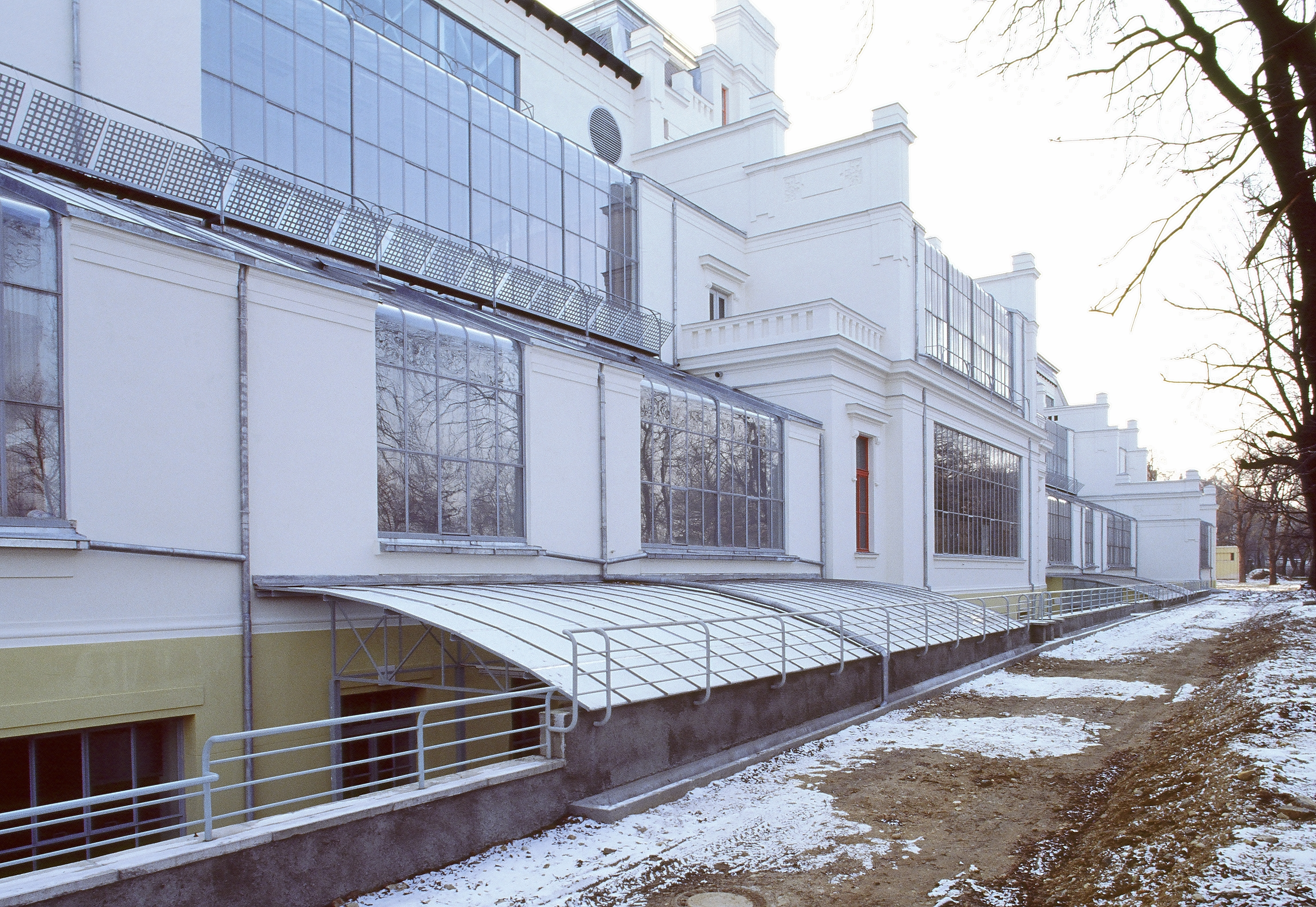
Студії
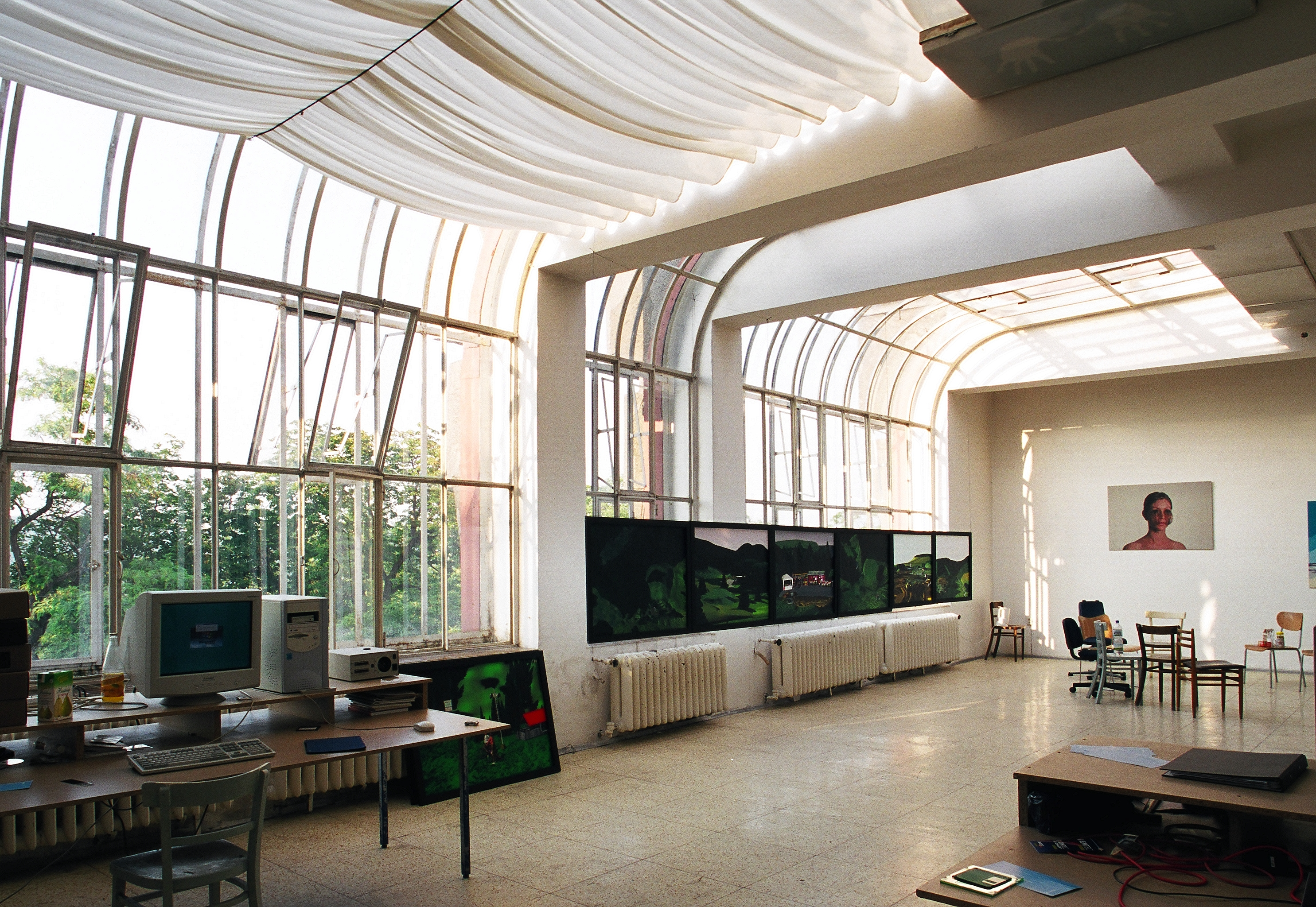
Інтер'єр
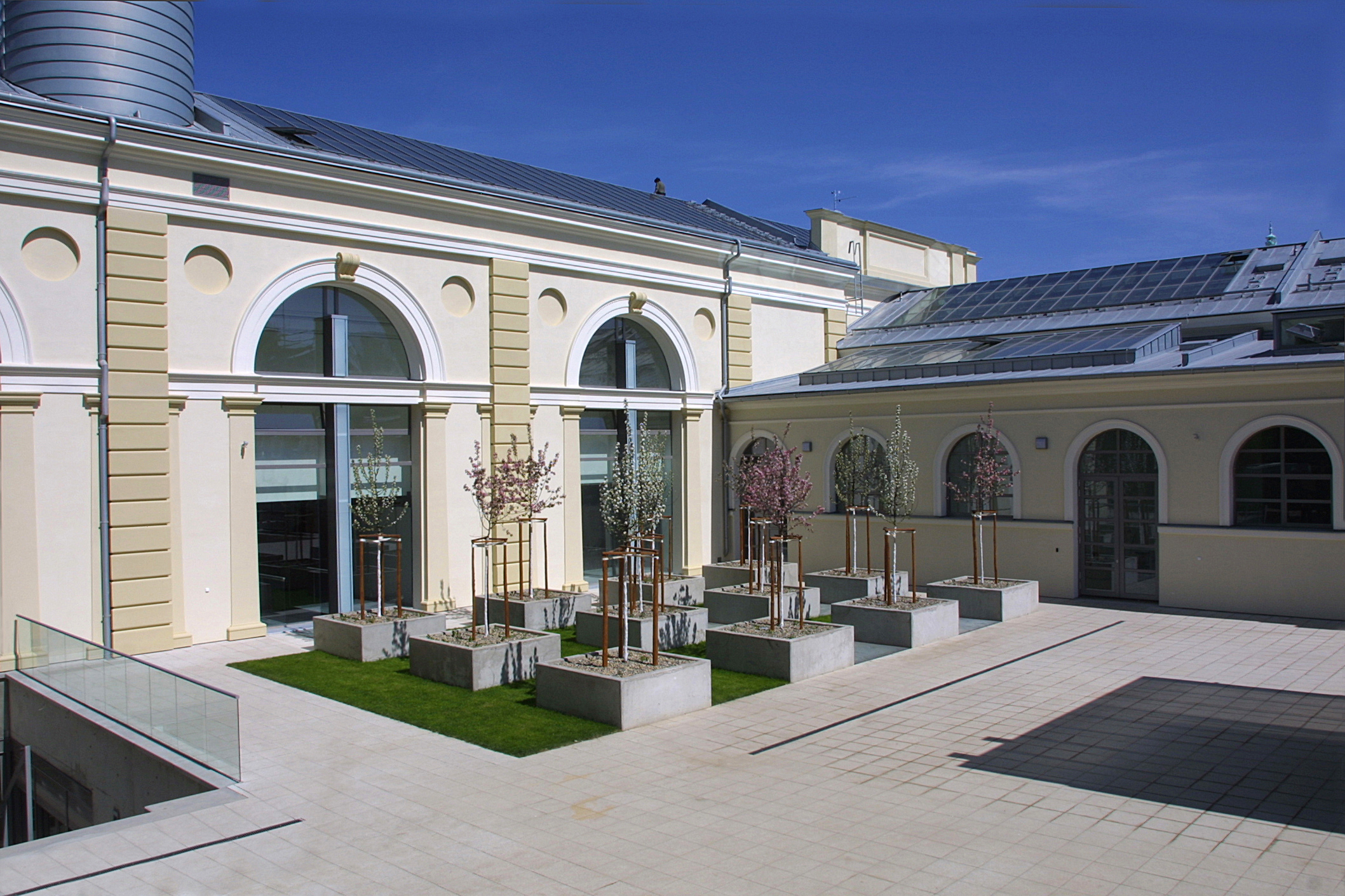
Сучасні галереї